# 红河冬青
红河冬青（学名：Ilex manneiensis）为冬青科冬青属的植物，是中国的特有植物。分布于中国大陆的云南等地，生长于海拔2,400米至2,700米的地区，常生于森林中，目前已由人工引种栽培。

## 异名
- Ilex manneiensis S. Y. Hu
- Ilex manneiensis S. Y. Hu var. glabra C. Y. Wu et Y. R. Li